# Wesel
La ciudad hanseática de Wesel (pronunciación en alemán: /ˈveːzl̩/ⓘ) pertenece al distrito de Wesel en el estado federado de Renania del Norte-Westfalia (Alemania). La ciudad se halla en la parte norte del Niederrhein y forma parte del Ruhrgebiet. La ciudad forma parte de la Eurorregión Rin-Waal, de la Liga Hanseática.

## Geografía

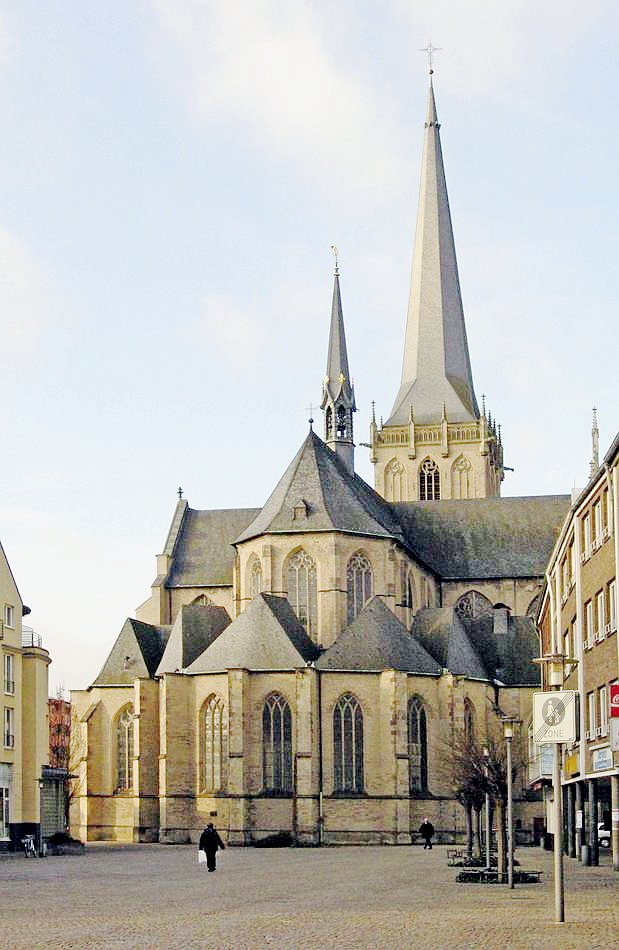
La catedral de Wesel.

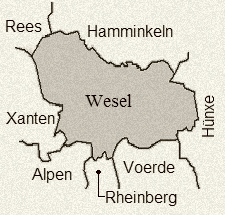
Vecinos.

### Localización
La ciudad se encuentra en la desembocadura del Lippe en el Canal Wesel-Datteln en el Rin, aproximadamente en la mitad del distrito de Wesel. Se halla a una distancia 45 km de la frontera de los Países Bajos y a unos 30 km del Ruhrgebiet y forma parte del parque natural Hohe Mark. El Rin fluye a poca distancia de la ciudad.

### Composición de la ciudad
La superficie de la ciudad es de 122,617 km². La expansión máxima a lo largo del eje norte-sur es de 12,0 y en el eje este-oeste es de 17,6 km. Wesel tiene una altitud respecto del mar del Norte de 23 metros sobre NN. La ciudad se compone de los siguientes barrios: 
- Bislich
- Büderich
- Flüren
- Obrighoven
- Wesel

## Edad Moderna
La ciudad formó parte del Ducado de Cleveris, fue ocupada por tropas españolas comanda por Ambrosio Spínola el 5 de septiembre de 1614, durante la crisis de la sucesión de Juliers-Cléveris. El 19 de agosto de 1629 sería tomada por las tropas de las Provincias Unidas. En 1672 fue conquistada por los franceses, hasta su recuperación por Brandeburgo en 1674. En 1681 Federico Guillermo I de Brandeburgo ordenaría que se construyera en la ciudad una gran fortaleza.

## Edad Contemporánea
Ocupada por el ejército francés en 1805, fue asediada por las tropas de la Sexta Coalición desde noviembre de 1813, su guarnición no se rindió hasta el 8 de mayo de 1814.

## Wesel en la Segunda Guerra Mundial

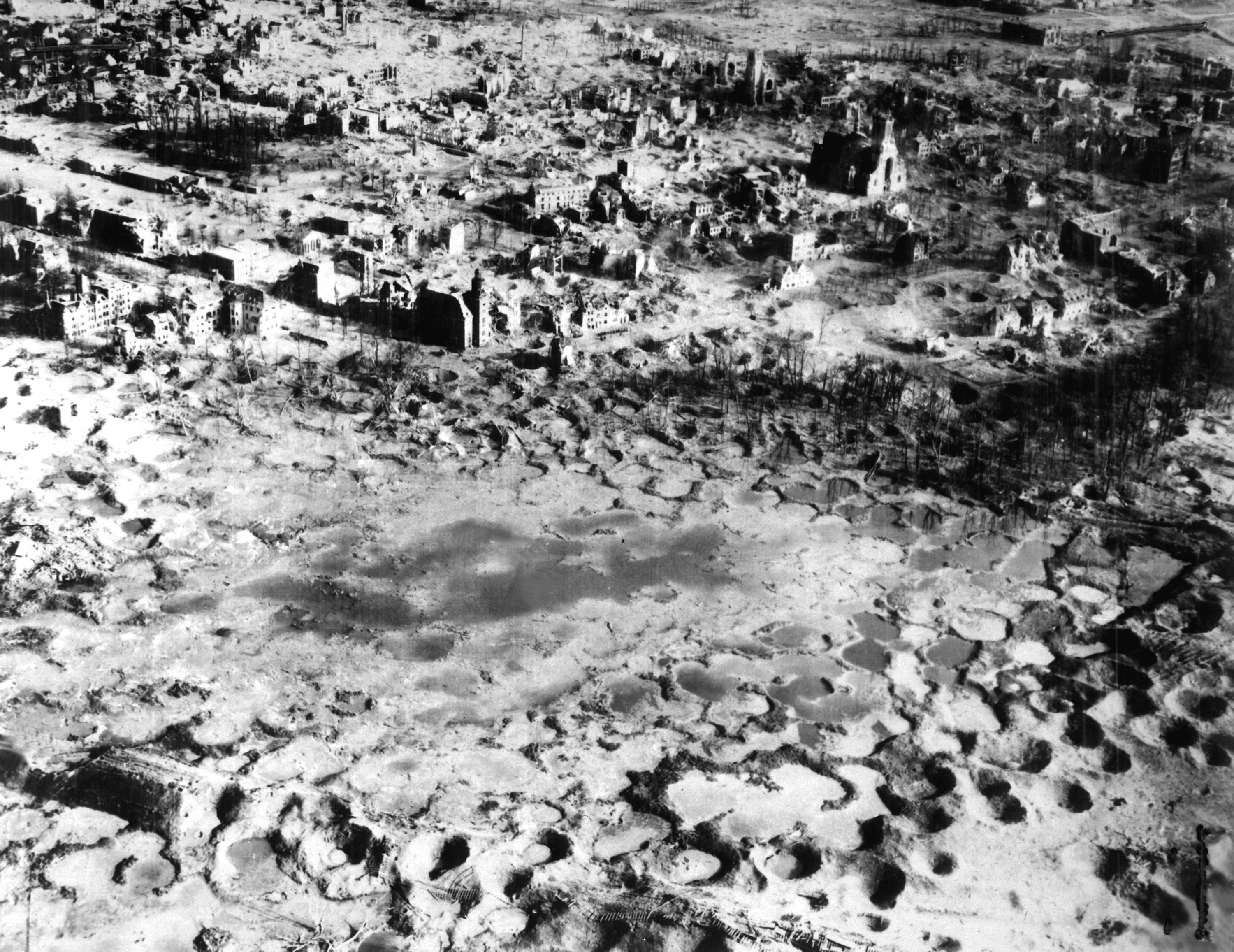
Ruinas de Wesel en 1945.

Por su ubicación estratégica como depósito de armas fue blanco de las fuerzas aliadas durante la Segunda Guerra Mundial. El 16, 17 y 19 de febrero de 1945 la ciudad fue bombardeada y volados los puentes sobre el Rin y en marzo de 1945 la Wehrmacht dinamitó el último puente restante sobre ese río. El 10 de marzo terminó de arrasarse la ciudad. La destrucción fue del 97 %. El censo de población en 1939 arrojaba 25 000 habitantes, en mayo de 1945 quedaban 1900.